# Agrostophyllum amboinense
Agrostophyllum amboinense är en orkidéart som beskrevs av Johannes Jacobus Smith. Agrostophyllum amboinense ingår i släktet Agrostophyllum och familjen orkidéer. Inga underarter finns listade i Catalogue of Life.